# Valentin Goloubev
Valentin Goloubev (en russe : Валентин Голубев) est un joueur russe de volley-ball né le 3 mai 1992. Il mesure 1,88 m et joue libero. Il est international russe.

## Clubs
| Club                   | De        | À   |
| ---------------------- | --------- | --- |
| Lokomotiv Novossibirsk | 2011-2012 | ... |

## Palmarès
- Ligue des champions (1)
  - Vainqueur : 2013